# أوفيليا لوفيبوند
أوفيليا لوسي لوفيبوند (بالإنجليزية: Ophelia Lovibond)‏ (ولدت في 19 فبراير 1986) ممثلة إنجليزية، اشتهرت بدور كيتي وينتر في المسلسل الدرامي التلفزيوني الأمريكي الإبتدائية وعن دور شانون في فيلم 4.3.2.1. 

## نشأتها
نشأت أوفيليا لوفيبوند في شبردز بوش، لندن، حيث عملت والدتها كمستشارة في سجن آتش أم وارموود سكروبز . لديها شقيقان. كانت طالبة في مدرسة لاتيمر الثانوية. كما حضرت شركة مسرح الشباب الدم، وهو نادي دراما للشباب، في هامرسميث. وحضرت جامعة ساسكس لدراسة الأدب الإنجليزي، وتخرجت في عام 2005 بتقدير من الدرجة الأولى.

## روابط خارجية
- أوفيليا لوفيبوند على موقع IMDb (الإنجليزية)
- أوفيليا لوفيبوند على موقع ألو سيني (الفرنسية)
- أوفيليا لوفيبوند على موقع أول موفي (الإنجليزية)
- أوفيليا لوفيبوند على موقع قاعدة بيانات الأفلام السويدية (السويدية)
- أوفيليا لوفيبوند على موقع قاعدة بيانات الفيلم (الإنجليزية)
- أوفيليا لوفيبوند على موقع كينوبويسك (الروسية)